# Broer (film)
Broer is een Belgische film uit 2016 onder regie van Geoffrey Enthoven.

## Verhaal
Ex-hoteluitbater Mark Lebeer wordt onverwachts uitgenodigd door de knappe en steenrijke Ierse Grace. Ze wil hun oude liefdesaffaire van twintig jaar geleden opnieuw leven inblazen. Het bericht was eigenlijk bedoeld voor zijn broer Michel, maar die had destijds het ouderlijk hotel failliet laten gaan. Michel was er daarna vandoor gegaan met Marks vrouw en had zo Marks leven kapotgemaakt. Mark besluit op aanraden van zijn buurman Ronnie zich uit te geven voor zijn broer om zo de oude rekening met zijn broer te vereffenen. Wanneer Mark en Ronnie in Ierland toekomen, blijkt dat Grace ook haar eigen duistere plannen gemaakt heeft. 

## Rolverdeling
| Acteur          | Personage     |
| --------------- | ------------- |
| Koen De Bouw    | Mark Lebeer   |
| Koen De Graeve  | Michel Lebeer |
| Titus De Voogdt | Ronnie        |
| Alison Doody    | Grace         |
| Udo Kier        | Frank Solek   |
| Elva Trill      | Trisha Venice |

## Productie
De werktitel van de film was Winnipeg, met de bedoeling deze in Canada op te nemen. Het filmen begon in augustus 2014 in Ierland. Oorspronkelijk was het de bedoeling de film in het najaar 2015 in de bioscopen te brengen maar wegens de vele releases van nieuwe Belgische films werd besloten te wachten tot begin 2016.